# Iván Calderón (baseball)
Pour les articles homonymes, voir Iván Calderón et Calderón.
Iván Calderón Pérez, né le 19 mars 1962 à Fajardo, Porto Rico et décédé le 27 décembre 2003 à Loiza, Porto Rico, est un ancien joueur des Ligues majeures de baseball.
Sa carrière s'est étalée sur 10 saisons.

## Carrière
Iván Calderón a été signé comme agent libre par les Mariners de Seattle, avec qui il fait ses débuts en 1984. Il passe aux White Sox de Chicago en 1986. Le voltigeur de droite y joue cinq saisons. Il excelle particulièrement en 1987 (moyenne au bâton de ,283, 28 circuits et 83 points produits) et en 1989 (sommet personnel de 87 points produits).
En décembre 1990, il est échangé aux Expos de Montréal en compagnie du lanceur de relève Barry Jones. Cette transaction permet aux Sox d'acquérir le vétéran voltigeur Tim Raines.
À sa première saison à Montréal en 1991, il maintient une moyenne de ,300 pour la seule fois de sa carrière et produit 75 points. Il obtient sa seule sélection sur l'équipe d'étoiles. 
Blessé, Calderón ne participe à 48 parties en 1992 et les Expos l'échangent aux Red Sox de Boston contre le lanceur Mike Gardiner. 
Libéré en août 1993 par Boston, il est engagé à nouveau par les White Sox, avec qui il joue 9 matchs pendant les deux derniers mois du calendrier régulier.

## Décès
Iván Calderón est mort le 27 décembre 2003 après avoir été atteint de sept coups de feu dans le bar El Trompo, à Loiza, Porto Rico, à proximité de sa résidence. Il avait 41 ans.